# 白井カイウ×出水ぽすか短篇集
《白井カイウ×出水ぽすか短篇集》（日语： Shirai Kaiu × Demizu Posuka Tanpenshū ?）是日本短篇漫画集，由白井海芋担任原作、出水珀斯卡负责作画。其中收录了两人于2016年至2021年间发布的六篇独立单篇漫画。该书于2021年9月由集英社在日本出版，于2022年9月由东立出版社发布繁体中文版。

## 内容与发行
《白井カイウ×出水ぽすか短篇集》收录了六篇单篇漫画，由白井海芋担任原作、出水珀斯卡负责作画。书中包含了四篇已发布过的漫画：第一篇为波比的願望，于2016年2月18日在少年Jump+上发布；第二篇为靈異攝影師 鴻野三郎，于2020年8月11日在《周刊少年Jump》上发布；第三篇为We Were Born，于2021年1月4日在《周刊少年Jump》上发布；第四篇为DC3，于2021年1月4日在《周刊少年Jump》上发布。此外，书中还收录了一篇未公开的附录漫画——高志跟波比。同时也包含《约定的梦幻岛》的番外篇——Dreams Come True。该番外篇曾在东京的艺术展览上首次亮相，之前并未在任何单行本中发布。
该书的日语版于2021年9月3日由集英社发布，繁体中文版由东立出版社于2022年9月12日发行，英文版由Viz Media于2022年11月8日在北美发行。

### 章节列表
| 1 | 2021年9月3日 | ISBN 978-4-08-882781-0 | 2022年9月12日 | ISBN 978-957-26-9143-4 |
| \| 1. 波比的願望（） 2. 靈異攝影師 鴻野三郎（） 3. We Were Born 4. DC3 5. 高志跟波比（） 6. Dreams Come True \| |              |                        |               |                        |
| 1. 波比的願望（） 2. 靈異攝影師 鴻野三郎（） 3. We Were Born 4. DC3 5. 高志跟波比（） 6. Dreams Come True       |              |                        |               |                        |

## 反响与评价
漫画家辻真先对该短篇集给予高度评价，对故事中人物背景和关系的广度与深度印象深刻。他称靈異攝影師 鴻野三郎为「精妙的作品」。
动画新闻网为该书打了4分（满分5分），评价道：「每个单篇故事都足够独立，整体来说，这本书包含了各种各样的故事，其中一些更倾向于科幻。尽管角色和情节各有不同，但每一章都带有一种无法言喻的魅力和情感。出水珀斯卡巧妙地将这些独立短篇通过创意手法在最后连接起来，这样的巧思值得称赞。」
几家法国网站也为该书做出评价。Manga News为这本书评分15/20，表示：「这些不同的故事都非常精彩。出水珀斯卡的画风极具辨识度，且画作的设计和背景充满细节。这本短篇集整体上让人赏心悦目。白井海芋的故事节奏感十足，情节富有层次且充满转折，而出水珀斯卡的画面依然非常动人且富有表现力。」ActuaLitté的露西·安西翁（Lucie Ancion）称赞了这对创作搭档的创意和想象力，并特别提到了这些短篇的主题：「四篇主要故事各自描绘了独特的世界：一个人类为少数的星球，一个幽灵在徘徊直到它们找到安息的世界，一个人工智能已经普及的社会，一个充满暴力、没有任何秩序的无政府状态世界。每段故事就像一个跳板，既推动了白井海芋创作充满冒险和情感的故事情节，又展现了出水珀斯卡的非凡画技。这本短篇集充满了创意，是对友情、兄弟情谊、慷慨与奉献的礼赞。故事中满是动荡的冒险，画面背景是令人叹为观止的美丽景色。同时，它也展示了这对创作者的非凡创意如何交织融合，展现他们创作的极限。」Generation BD对该书给予正面评价，称赞其故事、人物、视觉效果等令人惊艳，并称：「这本书非常轻松愉快，时而还带有幽默有趣的双关笑点。每个故事都有其背景与详细设定，令人十分惊讶。这些短篇故事所探讨主题的深度令人震撼——如自杀、为他人牺牲、骚扰、种族主义等。在短短几页的篇幅里，作者通过一些难以察觉的方式，深深打动了我们并带来惊喜。这本书非常出色，故事结局令人震撼。」